# Strynø
Strynø est une petite île de la Baltique située entre Langeland et Ærø, appartenant à l'archipel sud-fionien (en), dépendant de la commune de Rudkøbing au Danemark. 

## Géographie
Île de 4,88 km2 (10 sq²), Strynø appartient à l'archipel sud-fionien - ensemble de 55 petites îles au sud-est du Danemark.

## Politique
L'île de Strynø est incorporée dans la municipalité de Langeland, au même titre que Siø. 
Les membres du conseil sont élus pour quatre ans.
Le maire actuel de la municipalité est Tonni Hansen, élu maire en 2018 sous l'étiquette du « Socialistisk Folkeparti » (Parti populaire socialiste),.

## Démographie
L'île compte 220 habitants en 2019.

## Économie

### Secteur primaire
La pêche est un secteur clef de l'économie locale. 

### Secteur tertaire
L'île a développé le tourisme, grâce à ses plages de sable ainsi que les événements locaux.
Deux restaurants sont présents sur l'île et une épicerie,.

## Transports
L'île est connectée à sa voisine de Langeland par des liaisons en ferry, depuis Rudkøbing, pour un trajet durant environ 30 minutes. 

## Culture et religion

### Culture
Un journal local, le Strønyt, paraît mensuellement et donné aux habitants, ce depuis janvier 1991,. 

### Religion
L'église luthérienne de Strynø appartient au doyenné de Langeland, avec les 19 églises de l'île principale. Elles ont été construites durant le Moyen Âge (pour quinze d'entre elles) et cinq des époques plus récentes. 
Elle dépendait auparavant du château de Tranekær (en). 